# Driesch (Kaarst)
Driesch ist ein westlicher Stadtteil von Kaarst im nordrhein-westfälischen Rhein-Kreis Neuss mit 896 Einwohnern (Stand: 31. Mai 2022).

## Allgemein
Der Stadtteil Driesch liegt zwischen Vorst und Büttgen. In der Ortsmitte liegt der Altenpark. Bis 31. Dezember 1974 gehörte Driesch zur Gemeinde Büttgen, die mit Wirkung ab dem 1. Januar 1975 aufgrund des Düsseldorf-Gesetzes mit der Gemeinde Kaarst zur Großgemeinde Kaarst vereinigt wurde.
Nördlich von Driesch in Richtung Holzbüttgen liegt das Wasserwerk Büttgen-Driesch.

## Brauchtum
Die St. Aldegundis Schützenbruderschaft Driesch richtet an jedem zweiten Mai-Wochenende in Driesch ihr traditionelles Volk-, Heimat- und Schützenfest aus.

## Wirtschaft und Infrastruktur

### Projekte
RWE Deutschland testete im Verbund mit der Stadt Kaarst seit August 2010 78 Straßenbeleuchtungen aus LED-Leuchttechnologie im Kaarster Ortsteil Driesch.
Das Projekt unter dem Namen „LED-Musterpark Driesch“ war der erste Musterpark für LED-Straßenbeleuchtungen in Deutschland. Die Projektzusammenarbeit zwischen RWE und der Stadt Kaarst war für einen Zeitraum von ca. 18 Monaten angelegt. Die Zielsetzung des Projektes bestand darin, technologische Erkenntnisse und Daten über LED-Straßenlampen im täglichen Einsatz zu sammeln.

### Verkehr
Die nächste Bundesautobahn-Anschlussstelle ist Neuss/Büttgen auf der A 57. Die nächste Bahnstation ist die Haltestelle Büttgen an der S-Bahn S8 (Mönchengladbach – Hagen).
Außerdem fahren durch Driesch die Buslinien 860, 8601 und 866, welche alle Kaarster Ortsteile miteinander verbinden.

## Vereine
- SSV Schützenlust Büttgen-Driesch 1989
- St. Aldegundis Schützenbruderschaft Driesch
- Driescher Ortsmitte e.V.